# تای نینها
تای نینها (به لاتین: Tây Ninh) یک منطقهٔ مسکونی در ویتنام است که در استان تای نینها واقع شده‌است.

## خصوصیات
تای نینها ۱۴۰ کیلومترمربع مساحت و ۱۵۳٬۵۳۷ نفر جمعیت دارد.